# Casa consistorial de Massalió
La casa consistorial de Massalió (Matarranya) és un edifici construït al segle xviii entre mitgeres, amb carreus. Té dues façanes, l'anterior (a la Plaça Major) i la posterior; entre elles, la planta baixa és oberta en forma de llotja o porxada de dues crugies comunicant la plaça amb els carrers de l'altre costat.

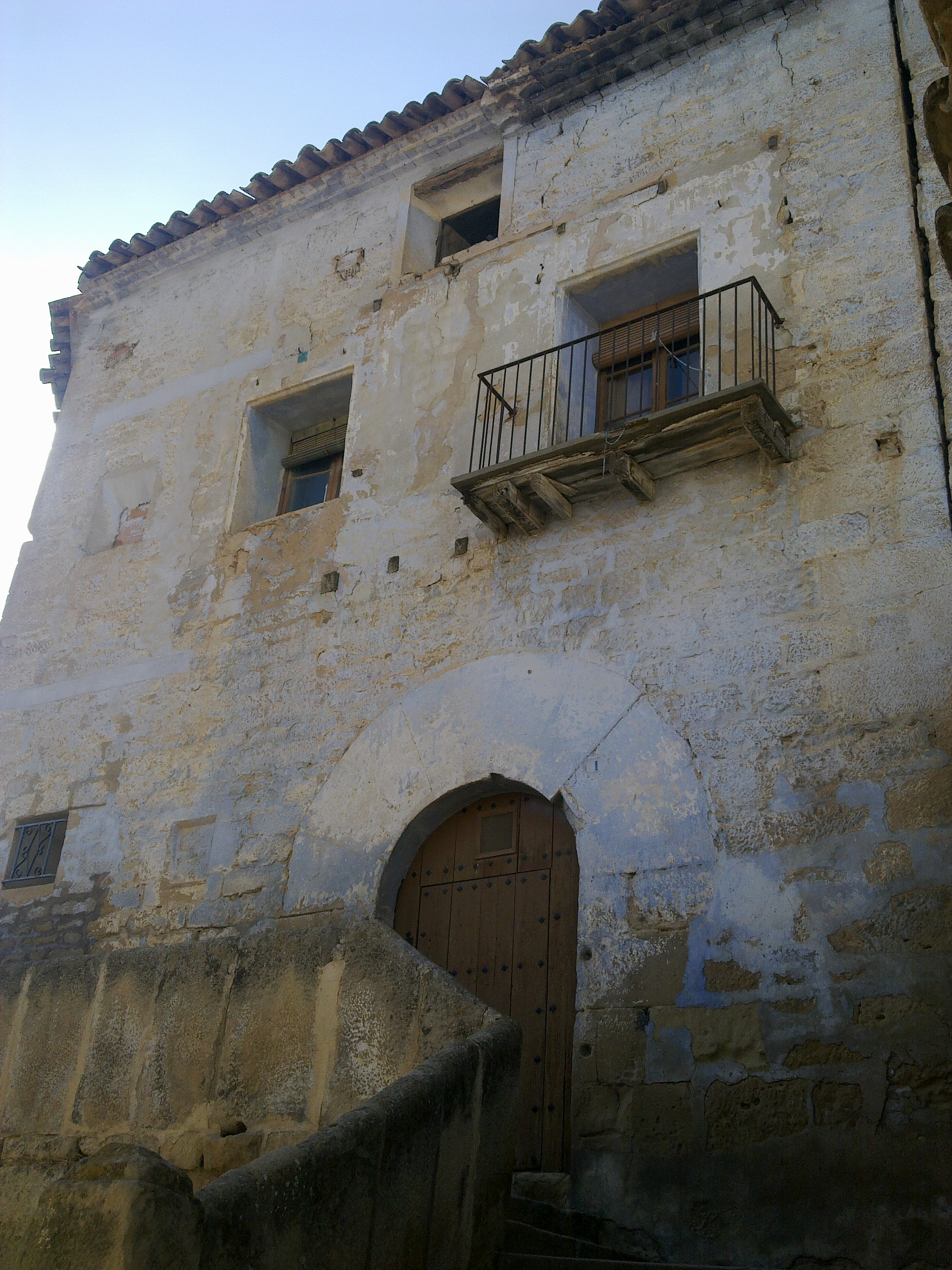
Façana posterior

La planta és rectangular i té tres pisos que es marquen clarament a les façanes mitjançant impostes. L'espai interior ha estat molt transformat i s'hi ha construït una escala interior per accedir als pisos superiors, ja que abans s'hi pujava per una escala exterior adossada a l'antiga muralla.

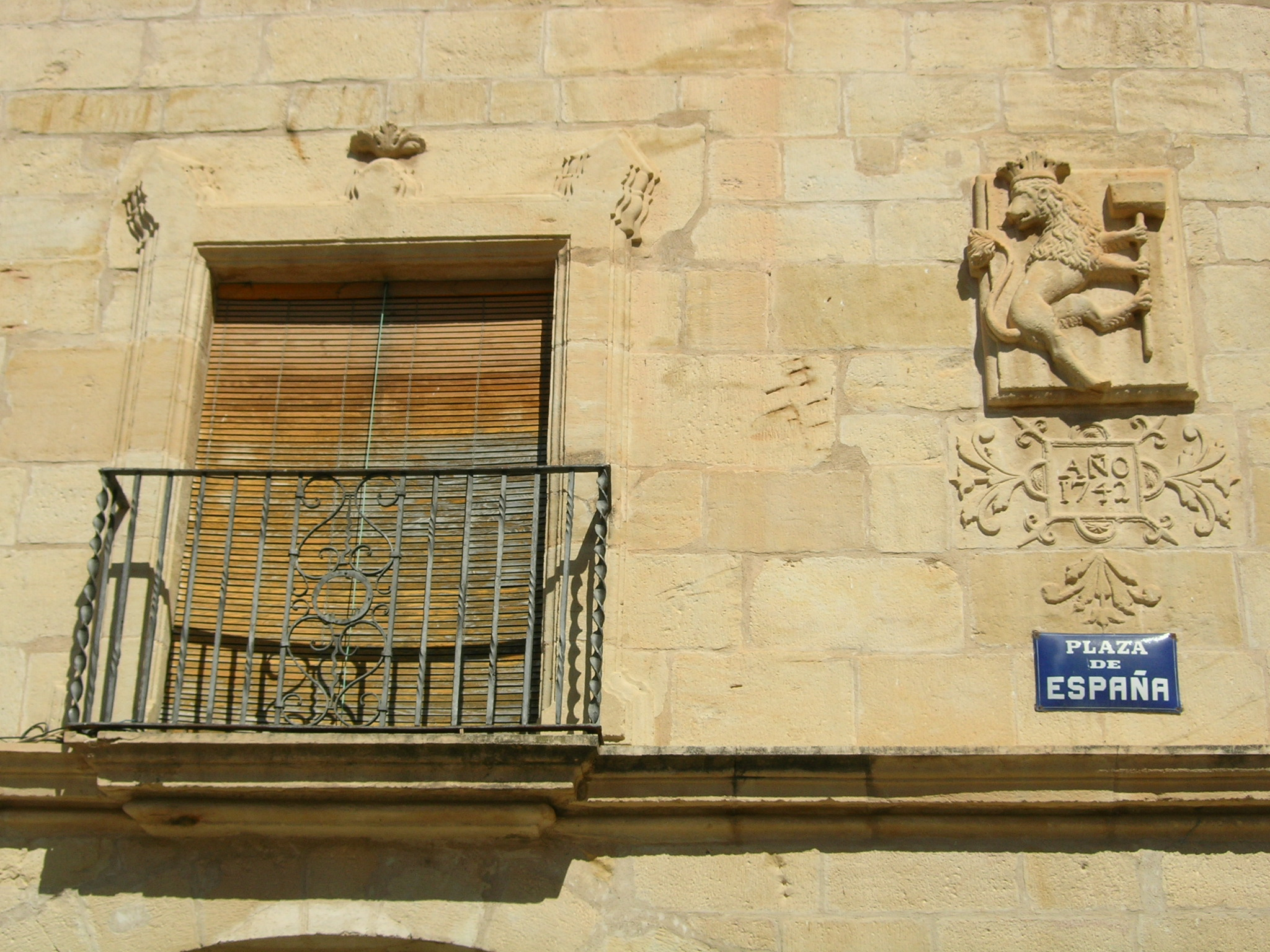
Detall de la façana principal, amb l'escut de Massalió (amb una maça i un lleó).

La façana principal és d'una gran simplicitat i simetria. Al primer pis s'obren dos grans arcs de mig punt sobre els que apareixen, a les dues plantes superiors, dos balcons allindats. La planta superior es remata al centre amb una petita espadanya amb un rellotge modern.
La decoració exterior dels paraments és molt escassa i es redueix a un escut de la vila a la façana principal i un altre sobre la porta d'entrada.
A l'interior hi havia hagut una presó que ha estat museïtzada i es pot visitar.